# بيرتن تومو
بيرتن تومو بايارد Bertin Tomou (بالفرنسية: Bertin Tomou)‏، من مواليد 8 أغسطس 1978 في بافوسام في الكاميرون، لاعب كرة قدم كاميروني سابق.
بدأ مسيرته الكروية مع نادي باميندا في موسم 1996/1997، وشارك معهم في 6 مباريات وسجل 14 هدف، وفي عام 1998 انتقل إلى نادي بوهانغ ستيلرز الكوري الجنوبي، ولعب معهم 3 مباريات وسجل 4 أهداف، وفي موسم 1998/1999 انتقل إلى نادي شينزهين الصيني، وفي عام 2000 انتقل إلى نادي يونان هونغتا الصيني، ولعب معهم حتى عام 2001، وفي عام 2001 انتقل إلى نادي غانغزهو إكسيتشيانغ الصيني، ولعب معهم 7 مباريات وسجل 8 أهداف، وفي عام 2002 انتقل إلى نادي زهيانغ لوتشينغ الصيني، ولعب معهم حتى عام 2003، وفي عام 2004 انتقل إلى نادي كزامن لانشي الصيني، ولعب معهم 26 مباراة وسجل 15 هدف، وفي عام 2005 انتقل إلى نادي زهيجانغ لوتشينغ الصيني، ولعب معهم 22 مباراة وسجل 12 هدف، وفي عام 2006 انتقل إلى نادي ستاد بريس الفرنسي، ولعب معهم في 15 مباراة وسجل 3 أهداف، ومنذ عام 2006 وهو يلعب مع نادي موسكورون البلجيكي.
لعب مع منتخب الكاميرون لكرة القدم بين 2004-2009.

## روابط خارجية
- بيرتن تومو على موقع الاتحاد الدولي (مؤرشف)  (الإنجليزية)
- بيرتن تومو على موقع دوري كوريا الجنوبية (الإنجليزية)
- بيرتن تومو على موقع رابطة كرة القدم الفرنسية للمحترفين (الإنجليزية)
- بيرتن تومو على موقع قاعدة بيانات كرة القدم.إي يو (الإنجليزية)
- بيرتن تومو على موقع ناشيونال فوتبول تيمز (الإنجليزية)